# Hoya australis
Hoya australis es una especie de plantas del género Hoya. Es una enredadera que se encuentran en los márgenes de la selva  y en zonas rocosas, y se produce en el este y el norte de Australia, desde el Territorio del Norte, en la costa de Queensland desde Cabo York hasta el norte de Nueva Gales del Sur. Es una popular planta de jardín, que destaca por sus flores fragantes.

## Descripción
Hoya australis es una enredadera de hoja perenne que pueden llegar a 4 metros de altura. Cuenta con hojas simples, glabras y opuestas (brillantes) de 3-6 cm de largo y 2-5 cm de ancho. Son suculentas (gruesas y carnosas) y elípticas o en forma oval, las hojas que crecen en las posiciones más soleados tienen un color verde amarillento mientras que se encuentran en sombríos escenarios son de color verde oscuro. La floración puede ocurrir en cualquier época del año. Las flores aparecen en la axila en forma de umbelas en racimos con un largo pedúnculo. Cada flor tiene 1.5 a 2.5 cm de diámetro, con cinco gruesos pétalos, cerosos, triangulares, y blancos con cada lóbulo marcado en rojo. Tienen un olor dulce y fuerte y producen abundante néctar.

## Taxonomía
Hoya australis fue descrita originalmente en 1828 por el botánico Robert Brown, su epíteto específico australis es la palabra latina en referencia hacia "el sur".

## Ecología
Esta planta sirve de alimento para la oruga de la mariposa de Queensland, (Euploea alcathoe), y la mariposa "cuervo común" de Australia (E. core). Las flores son polinizadas por el lepidóptero (Ocybadistes walkeri).

## Distribución y hábitat
En Australia, se encuentra  en el norte de Nueva Gales del Sur hacia el norte de Cabo York en el norte de Queensland. Crece en los bordes de la selva y en hábitat rocosos expuestos.

## Cultivo
Se trata de una planta de interior y jardín, popular en Australia, donde prefieren un lugar bien iluminado. A menudo se cultiva en contenedores y está capacitada para crecer en parterres en balcones, vallas y en invernaderos. Es una planta que atrae mariposas en el jardín. Se puede cultivar en interiores, siempre que reciba luz solar directa.

## Galería

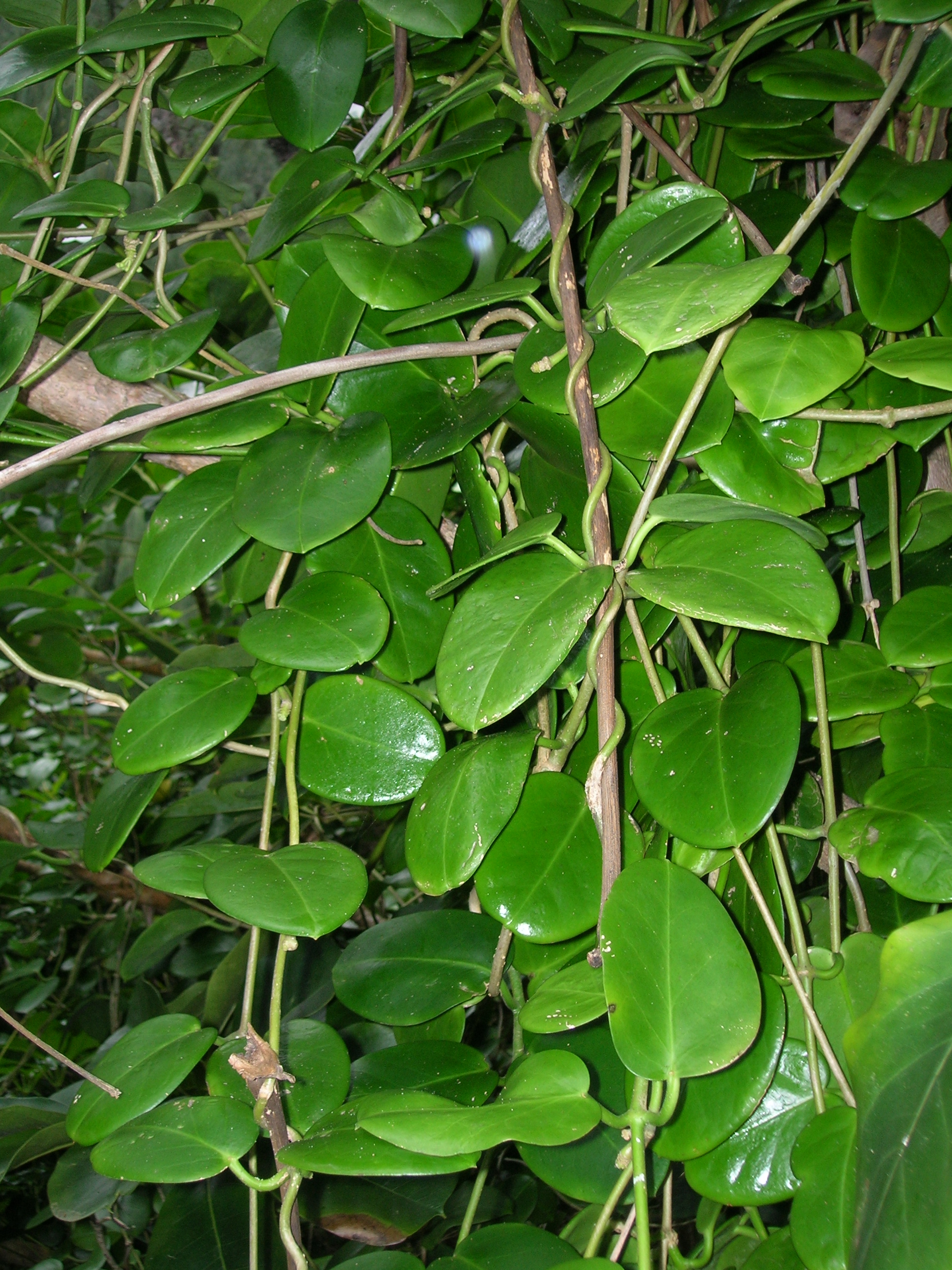
Planta
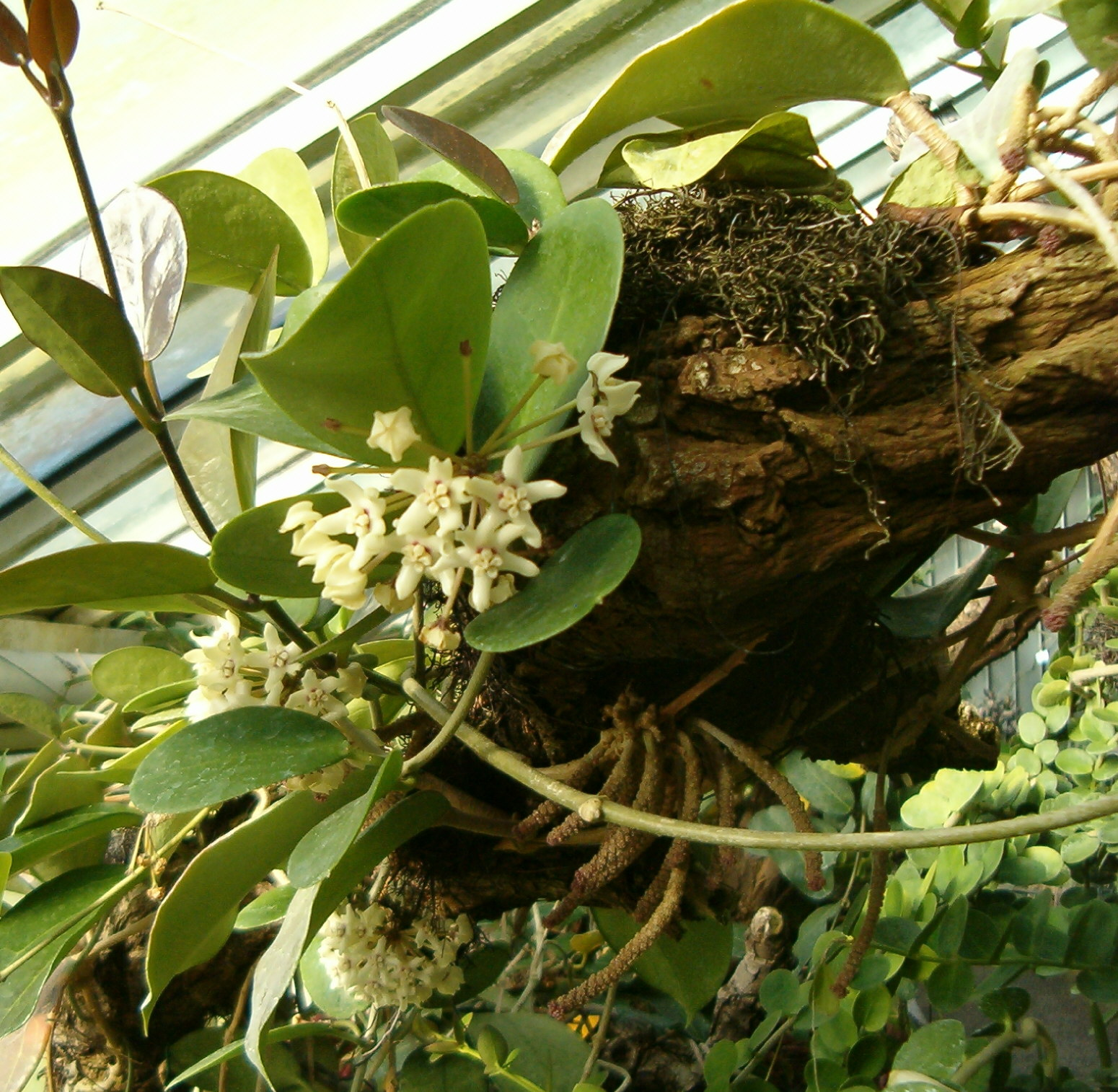
Habitus e Inflorescencias
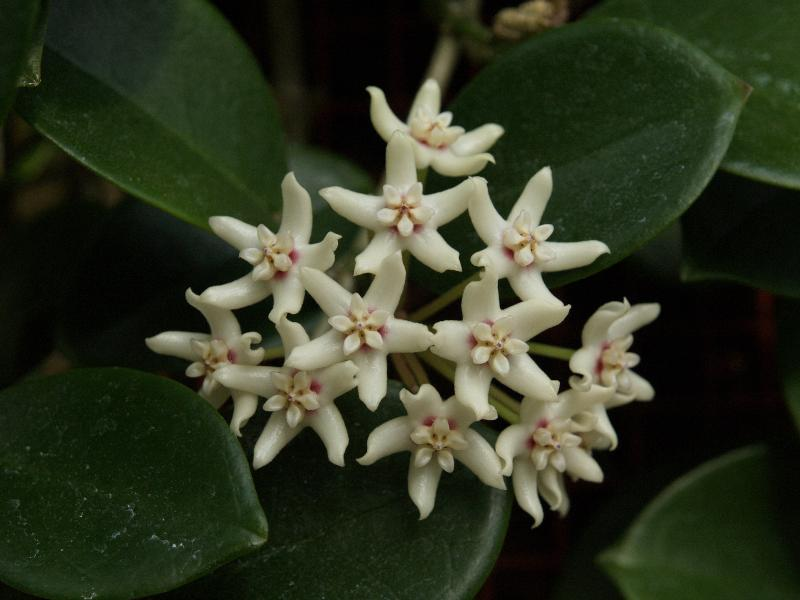
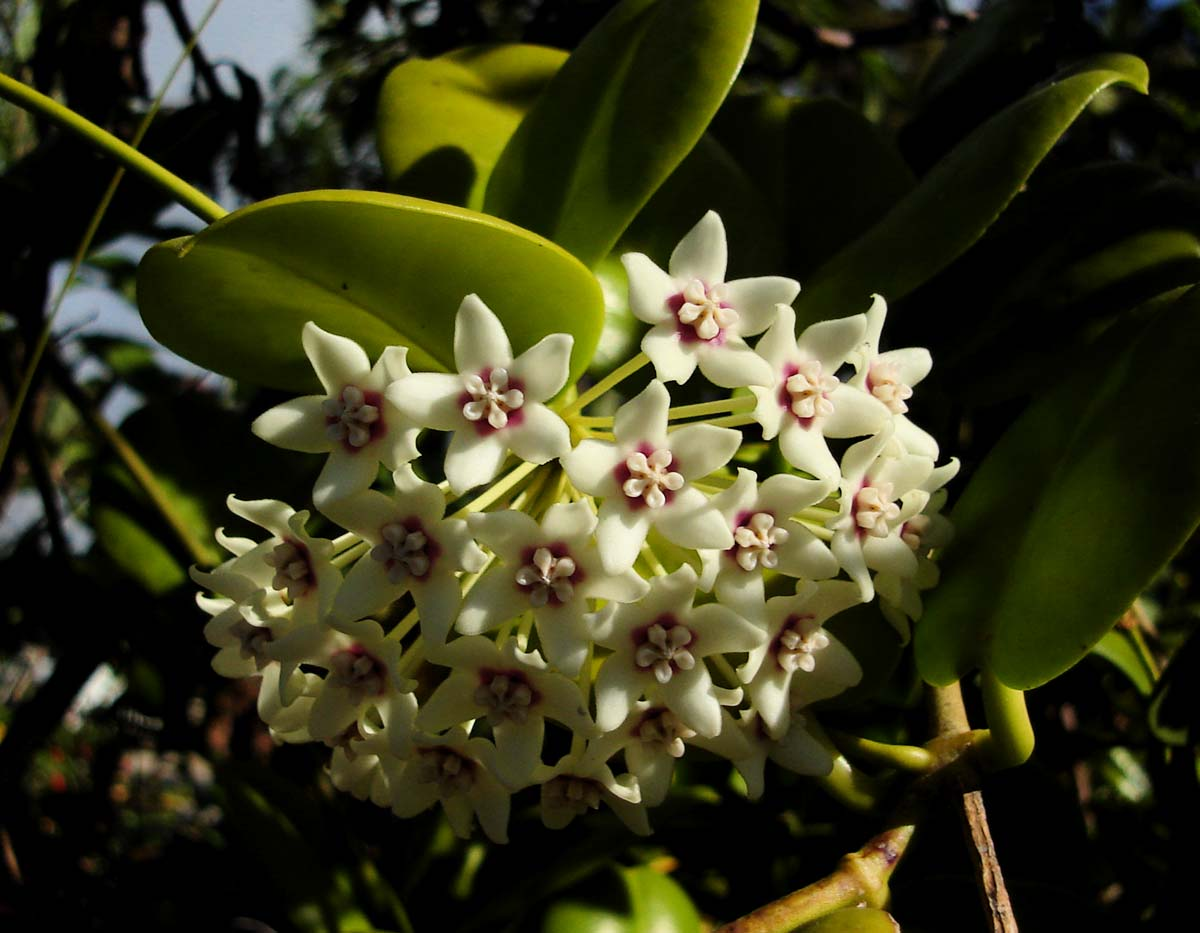
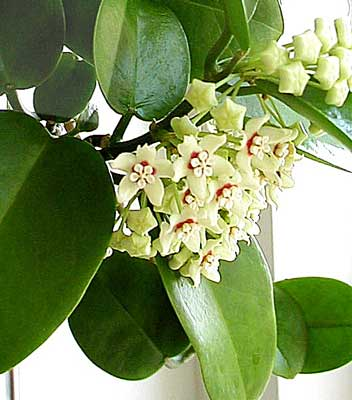
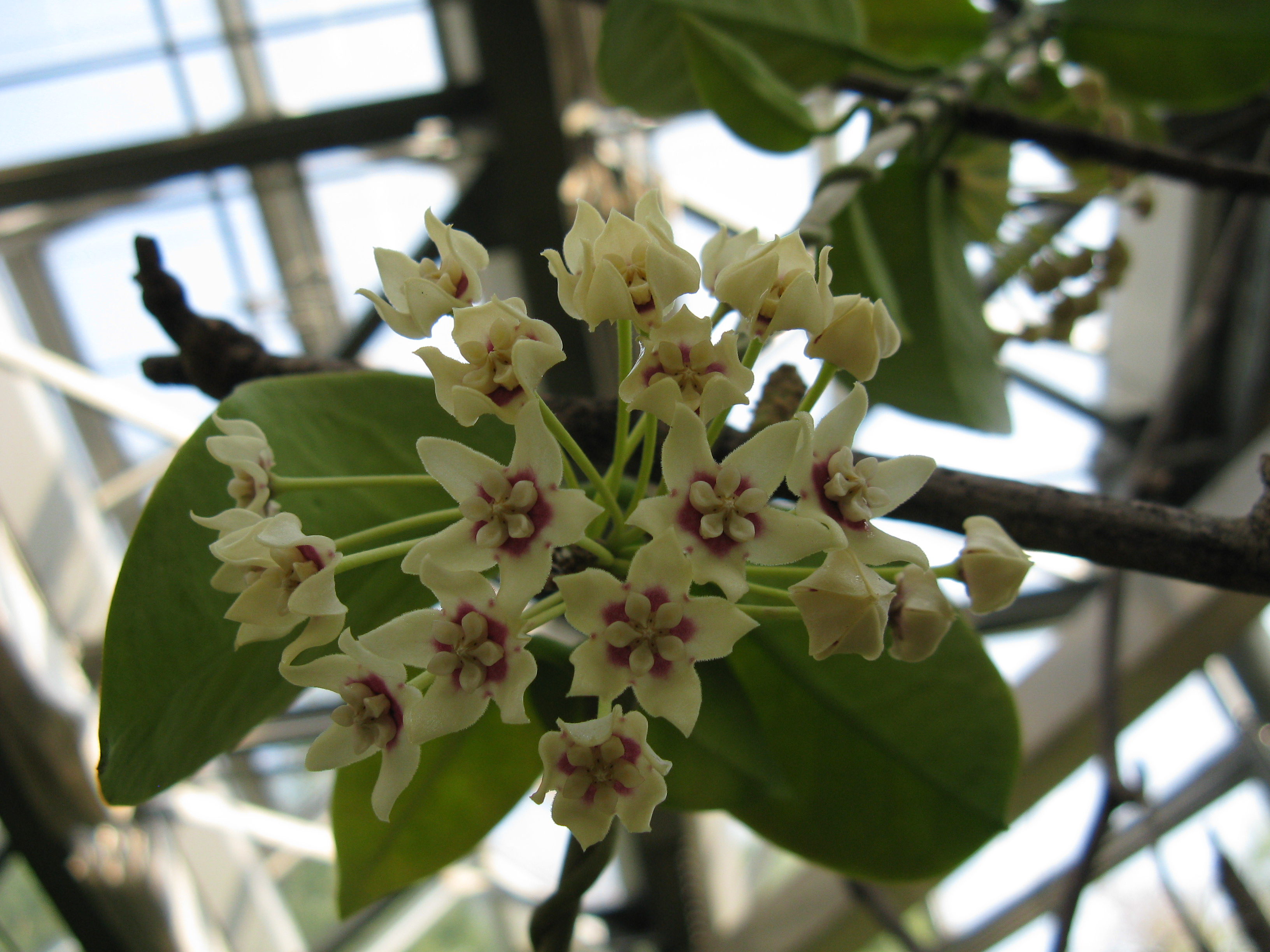
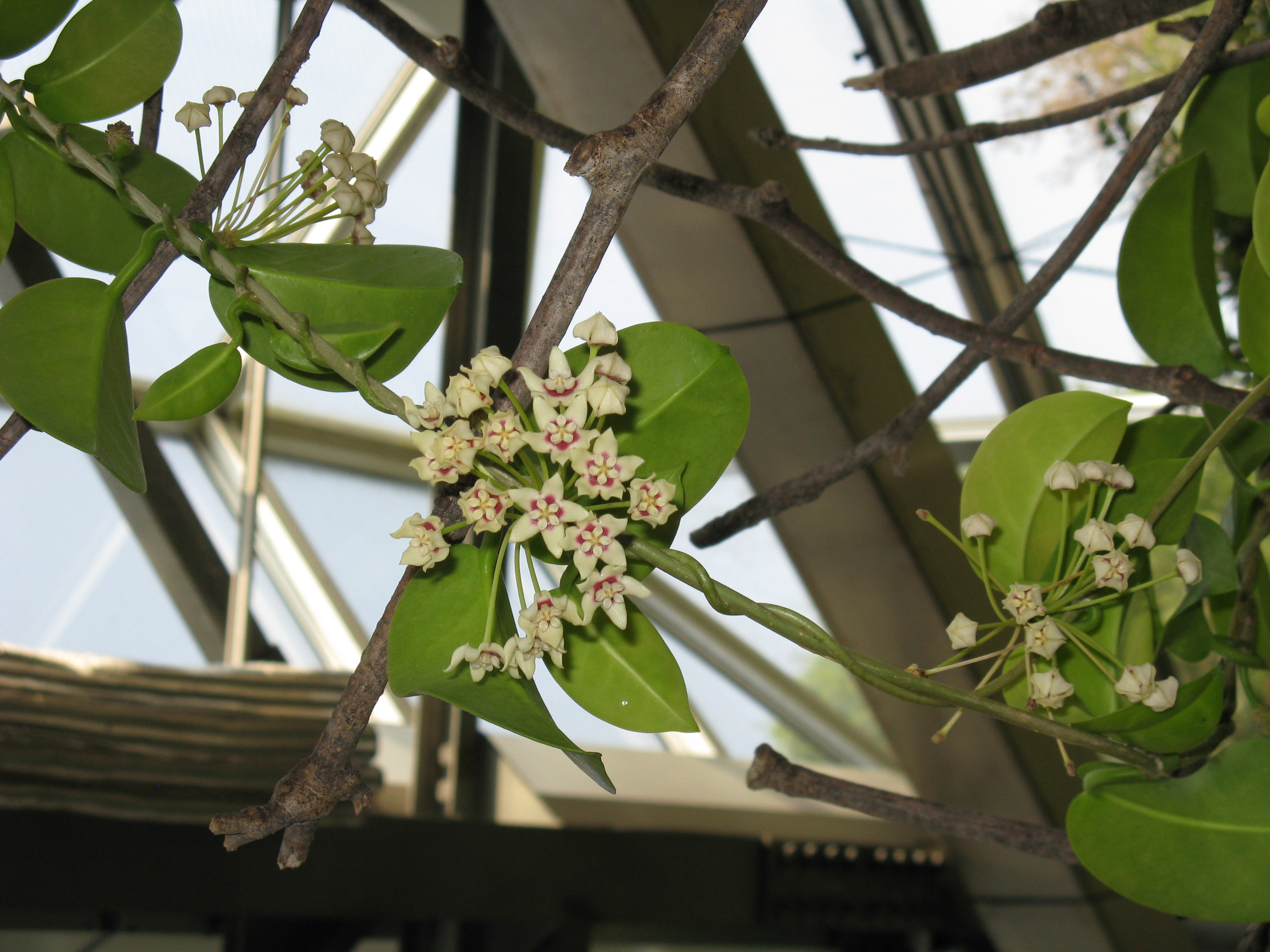
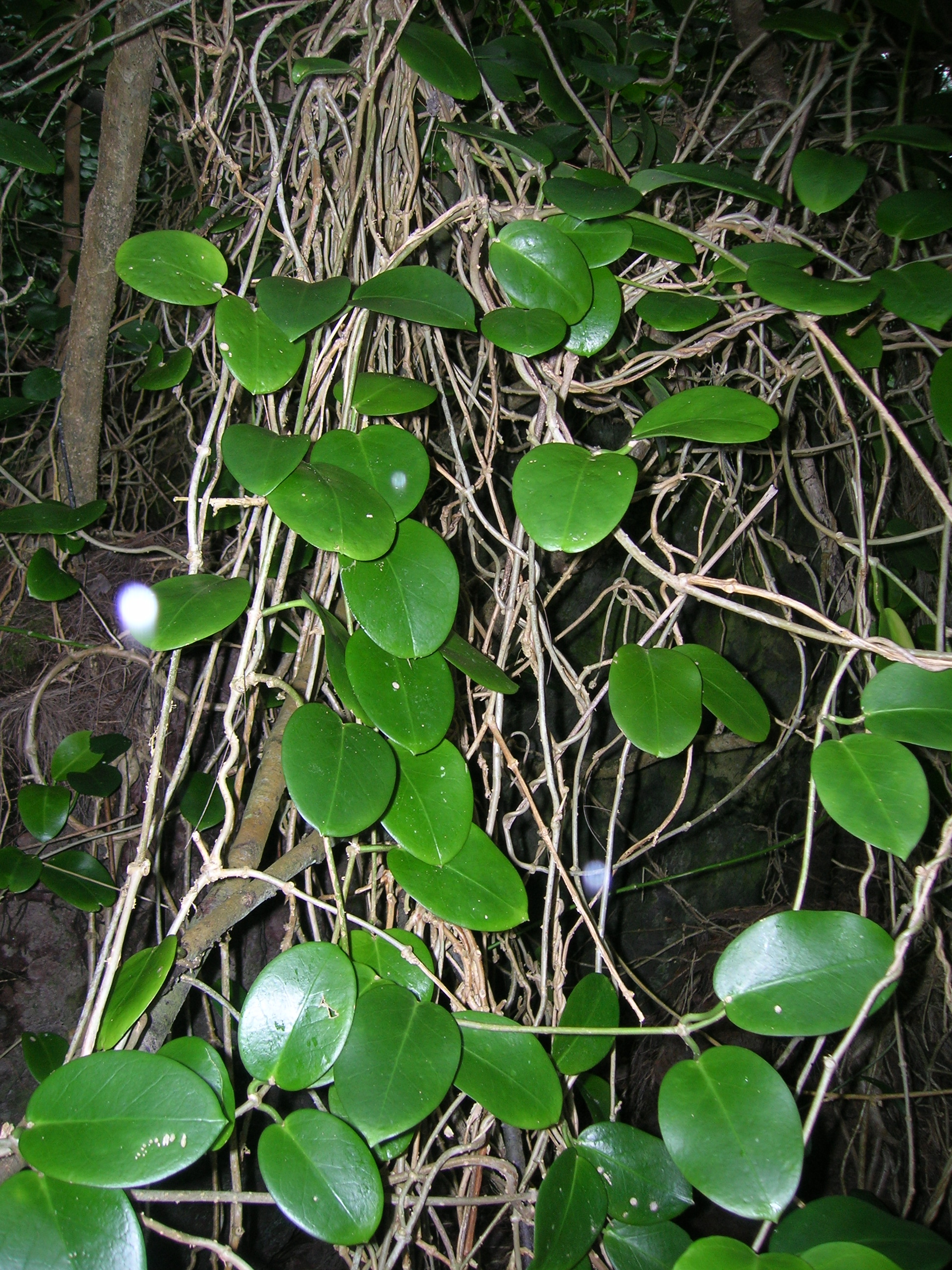